# Internazionali BNL d'Italia 2009

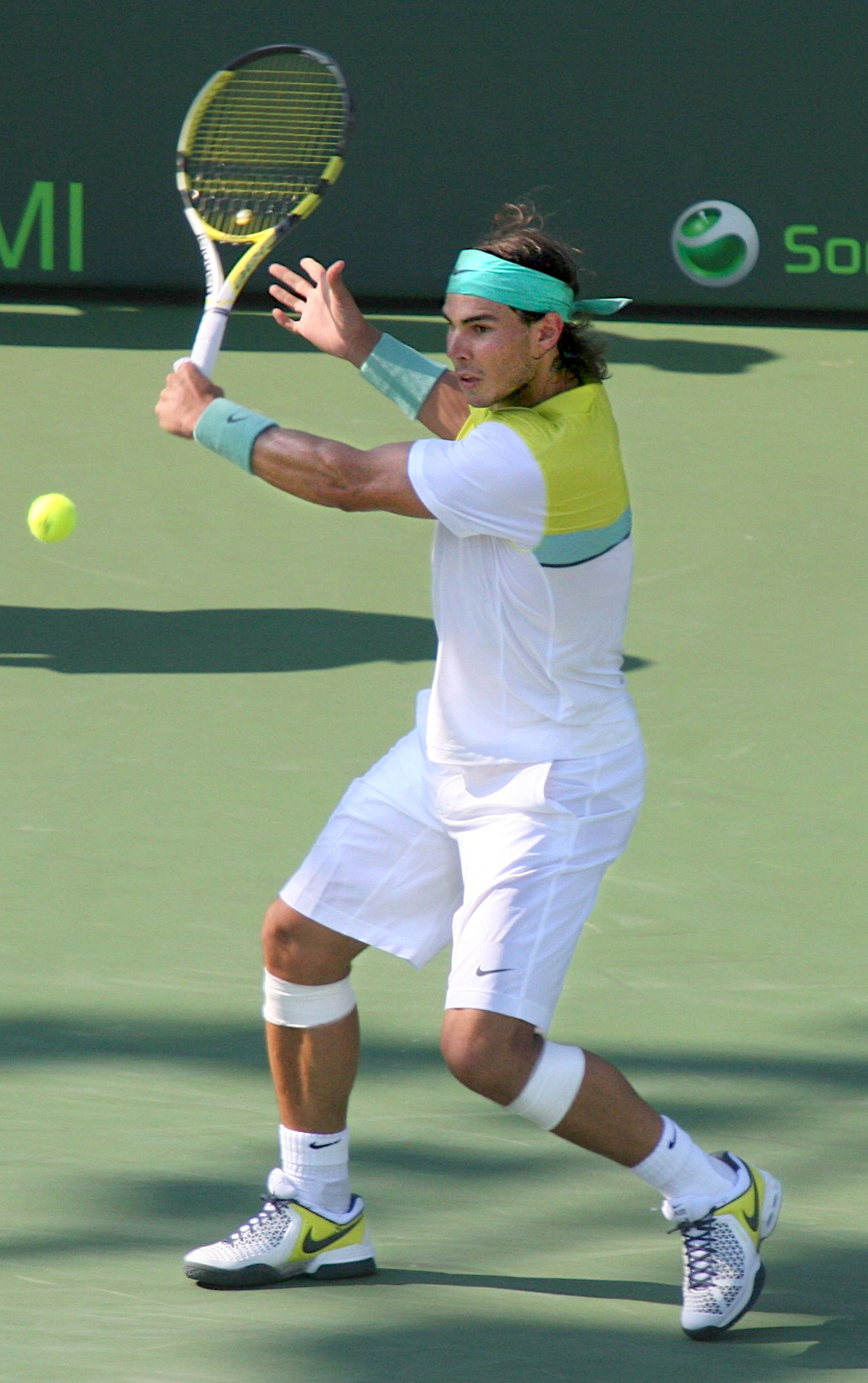
World No. 2 Rafael Nadal won his fourth singles title ở Rome in five years

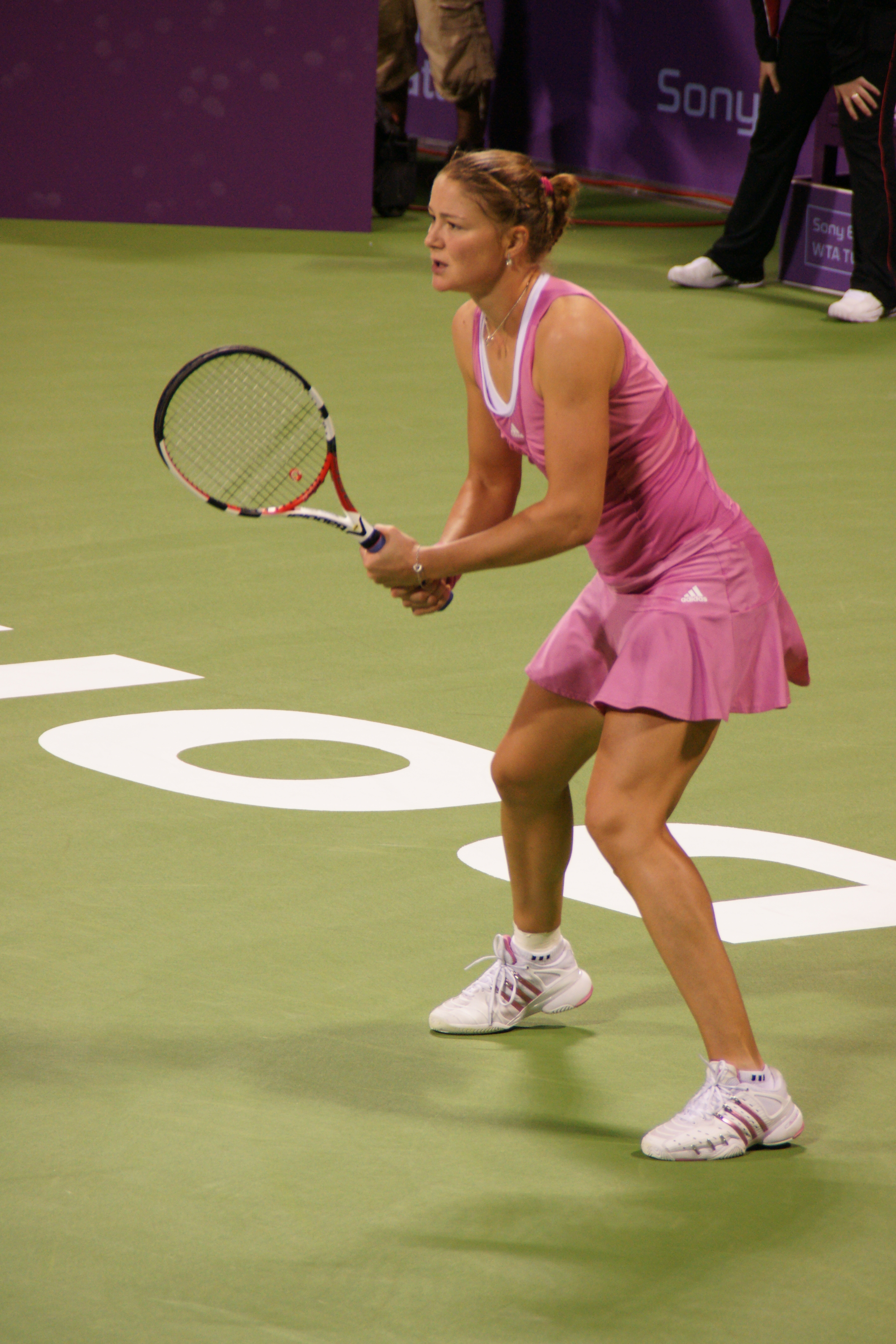
Đơn nữ champion and WTA No.1 Dinara Safina

Giải quần vợt Ý Mở rộng 2009 (hay Rome Masters 2009 và tiêu đề tài trợ Internazionali BNL d'Italia 2009) là một giải quần vợt diễn ra trên sân đất nện ngoài trời. Đây là mùa giải thứ 66, và là một phần của ATP World Tour Masters 1000 của ATP World Tour 2009, and của Premier-level tournaments của WTA Tour 2009. Cả sự kiện nam và nữ đều diễn ra tại Foro Italico ở Rome, Ý, với sự kiện nam từ 25 tháng 4 đến 4 tháng 5 năm 2009, và sự kiện nữ từ 3 tháng 5 đến 9 tháng 5 năm 2009.

## Nhà vô địch

### Đơn nam
Rafael Nadal defeated  Novak Djokovic 7–6(7–2), 6–2
- It was Rafael Nadal's 5th singles title của year, and his 36th singles title overall. It was his 4th win at the event, also winning in 2005, 2006, and 2007.

### Đơn nữ
Dinara Safina defeated  Svetlana Kuznetsova, 6–3, 6–2
- It was Safina's first title của year and 10th of her career.

### Đôi nam
Daniel Nestor /  Nenad Zimonjić defeated  Bob Bryan  /  Mike Bryan, 7–6(7–5), 6–3

### Đôi nữ
Hsieh Su-wei /  Peng Shuai defeated  Daniela Hantuchová /  Ai Sugiyama, 7–5, 7–6(7–5)

## Vận động viên ATP

### Hạt giống
| Tay vợt               | Quốc gia     | Xếp hạng* | Hạt giống |
| --------------------- | ------------ | --------- | --------- |
| Rafael Nadal          | Tây Ban Nha  | 1         | 1         |
| Roger Federer         | Thụy Sĩ      | 2         | 2         |
| Novak Djokovic        | Serbia       | 3         | 3         |
| Andy Murray           | Anh Quốc     | 4         | 4         |
| Juan Martín del Potro | Argentina    | 5         | 5         |
| Fernando Verdasco     | Tây Ban Nha  | 7         | 6         |
| Nikolay Davydenko     | Nga          | 8         | 7         |
| Gilles Simon          | Pháp         | 9         | 8         |
| Jo-Wilfried Tsonga    | Pháp         | 11        | 9         |
| Stanislas Wawrinka    | Thụy Sĩ      | 12        | 10        |
| David Ferrer          | Tây Ban Nha  | 13        | 11        |
| Fernando González     | Chile        | 14        | 12        |
| Tommy Robredo         | Tây Ban Nha  | 16        | 13        |
| James Blake           | Hoa Kỳ       | 17        | 14        |
| Marin Čilić           | Croatia      | 18        | 15        |
| Radek Štěpánek        | Cộng hòa Séc | 19        | 16        |

- Việc xếp hạt giống dựa vào bảng xếp hạng ngày 20 tháng 4 năm 2009.

### Vận động viên khác
Đặc cách:
- Flavio Cipolla
- Potito Starace
- Fabio Fognini
- Filippo Volandri

Vượt qua vòng loại:
- Mikhail Youzhny
- Juan Mónaco
- Daniel Gimeno-Traver
- Jan Hernych
- Victor Crivoi
- Thomaz Bellucci
- Mischa Zverev

## Vận động viên WTA

### Hạt giống
| Tay vợt                 | Quốc gia    | Xếp hạng* | Hạt giống |
| ----------------------- | ----------- | --------- | --------- |
| Dinara Safina           | Nga         | 1         | 1         |
| Serena Williams         | Hoa Kỳ      | 2         | 2         |
| Jelena Janković         | Serbia      | 4         | 3         |
| Venus Williams          | Hoa Kỳ      | 5         | 4         |
| Ana Ivanovic            | Serbia      | 7         | 5         |
| Victoria Azarenka       | Belarus     | 8         | 6         |
| Svetlana Kuznetsova     | Nga         | 9         | 7         |
| Nadia Petrova           | Nga         | 10        | 8         |
| Caroline Wozniacki      | Đan Mạch    | 11        | 9         |
| Agnieszka Radwańska     | Ba Lan      | 12        | 10        |
| Marion Bartoli          | Pháp        | 13        | 11        |
| Flavia Pennetta         | Ý           | 14        | 12        |
| Alizé Cornet            | Pháp        | 15        | 13        |
| Zheng Jie               | Trung Quốc  | 16        | 14        |
| Anabel Medina Garrigues | Tây Ban Nha | 18        | 15        |
| Kaia Kanepi             | Estonia     | 19        | 16        |

- Việc xếp hạt giống dựa vào bảng xếp hạng ngày 27 tháng 4 năm 2009.

### Vận động viên khác
Đặc cách:
- Roberta Vinci
- Karin Knapp
- Tathiana Garbin

Vượt qua vòng loại:
- Ayumi Morita
- Vania King
- Jill Craybas
- Mariana Duque Marino
- Aravane Rezaï
- Yaroslava Shvedova
- Alberta Brianti
- Mariya Koryttseva